# Lijst van rijksmonumenten in Twekkelo
De plaats Twekkelo telt 14 inschrijvingen in het rijksmonumentenregister.
| Object | Oorspronkelijke functie?     | Bouwjaar                | Architect  | Locatie                        | Coördinaten?                  | Nr.?   | Afbeelding        |
| --- | ---------------------------- | ----------------------- | ---------- | ------------------------------ | ----------------------------- | ------ | ----------------- |
| Landgoed "Het Stroot": Zandstenen poort van het verdwenen huis hengelo                                         | Erfscheiding                 | eerste kwart 18e eeuw   |            | Strootsweg 401                 | 52° 13' 31" NB, 6° 49' 21" OL | 15314  | Meer afbeeldingen |
| Brinkman | Boerderij                    |                         |            | Strootsweg 415                 | 52° 13' 28" NB, 6° 48' 59" OL | 15315  | Meer afbeeldingen |
| De Horste | Boerderij                    | 1778 (gevelsteen)       |            | Burgemeester Stroinkstraat 341 | 52° 13' 49" NB, 6° 49' 53" OL | 15317  | Meer afbeeldingen |
| De Haimer | Boerderij                    | 17e eeuw                |            | Haimersweg 225                 | 52° 13' 49" NB, 6° 48' 30" OL | 15322  | De Haimer         |
| Vakwerk bakspieker                                                                                             | Boerderij                    | vermoedelijk 18e eeuw   |            | Hellerweg 5                    | 52° 13' 48" NB, 6° 49' 47" OL | 46610  | Meer afbeeldingen |
| Twentse vakwerkboerderij                                                                                       | Boerderij                    | 1793, 1820 (verbouwing) |            | Wullenweg 101                  | 52° 13' 41" NB, 6° 46' 38" OL | 46612  | Meer afbeeldingen |
| Het Stroot: landhuis                                                                                           | Kasteel, buitenplaats        | 1865                    |            | Strootsweg 401                 | 52° 13' 31" NB, 6° 49' 12" OL | 510585 | Meer afbeeldingen |
| Het Stroot: koetshuis                                                                                          | Koetshuis en koetshuiswoning | ca. 1917                |            | Strootsweg 407                 | 52° 13' 31" NB, 6° 49' 14" OL | 510586 | Meer afbeeldingen |
| Het Stroot: boerderij van het hallehuistype met tweekapsschuur onder met rode hollandse pannen gedekt zadeldak | Boerderij                    | 1917                    |            | Strootsweg 407                 | 52° 13' 31" NB, 6° 49' 14" OL | 510587 | Meer afbeeldingen |
| Het Stroot: schuur                                                                                             | Boerderij                    | 1840-1850               |            | Strootsweg 407                 | 52° 13' 31" NB, 6° 49' 14" OL | 510588 | Meer afbeeldingen |
| Het Stroot: speelhuisje                                                                                        | Straatmeubilair              | 1920-1925               |            | Strootsweg 401                 | 52° 13' 31" NB, 6° 49' 12" OL | 510589 | Upload foto       |
| Het Stroot: tuinaanleg                                                                                         | Tuin, park en plantsoen      | 1865                    | Th.J. Dinn | Strootsweg 401                 | 52° 13' 31" NB, 6° 49' 12" OL | 510590 | Meer afbeeldingen |
| Boerderij van het hallehuistype uit 1908 met aangebouwde schuur naar een ontwerp van de timmerman              | Boerderij                    | 1908                    |            | Burgemeester Stroinkstraat 320 | 52° 13' 49" NB, 6° 50' 3" OL  | 510622 | Upload foto       |
| Houten badhuisje met een op plattelandsarchitectuur geïnspireerde vormgeving                                   | Gezondheidszorg              | 1922                    |            | Burgemeester Stroinkstraat 395 | 52° 14' 3" NB, 6° 49' 34" OL  | 510631 | Upload foto       |